# Steinkiste von Parkburn
Die kurze Steinkiste von Parkburn (englisch Parkburn cist), die als einzige der 111 Kisten ein kleines dekoriertes, intaktes Gefäß enthielt, wurde 1965 während der kompletten Ausgrabung des Langkisten-Gräberfeldes von Parkburn auf dem England’s Hill nördlich von Bonnyrigg in der Council Area Midlothian in Schottland südlich der Fernstraße A720 gefunden.
Die Nord-Süd ausgerichtete kleine Steinkiste, ohne Boden- und Deckenplatte und mit polygonalem Grundriss, war aus vier unterschiedlich langen Sandsteinplatten gebaut, maß etwa 0,8 × 0,45 m und war über 0,45 m tief. Die östliche Seitenplatte war wiederverwendet worden, denn sie trug einen stark abgewitterten halben Ring. Die sandgefüllte Kiste enthielt keine Reste der eigentlichen Bestattung.